# るり
るり（本名・生年非公開、11月15日生）は、日本の女性シンガーソングライター、作家、画家、モデル、タレントである。滋賀県出身。所属事務所はアズキイヌレコード。

## 人物
1990年代末までは、関西を拠点にモデル・テレビタレントとして活動していた。2001年に上京。翌2002年、オリジナルアルバム『セツナカゲロウ』にて歌手デビューを果たし、活動拠点を東京に移す。同年、1970年代の音楽に魅せられ、当時のフォークやロックをカバーしたアルバム『るり式』をリリース。居住地や発表する楽曲及びソロライブのタイトル名が元となり、「中央線少女」と称される。
2005年に中央線電車を題材とした楽曲「オレンジピエロ」を発表。相前後し金谷ヒデユキのブログにて「中央線の歌姫」と呼称され、その後、とうじ魔とうじ開催イベントにて「中央線のウタ姫」と称され「ウタ姫」なる形容が定着する。
デビュー当時の楽曲の多くは、直截なる表現にて、それまでに至る自己の置かれた閉塞された状況を吐露することを主とするが、やがて楽曲のテーマは他者と自己との関わり、また他者への救済と向かい止揚。併せて綴られる詩は、直截から間接的なる表現へ変貌し、そのひとつ一つが寓話の如き趣となる。
ソロライブでは透き通った高音域の発声を主とし、津村亀吉（秀明、2007年12月9日没）を師と仰いで、ギターにて弾き語る。伴奏としてライオン・メリィがキーボードおよびアコーディオンにて参加の際は、いくつかの楽曲ではギターを演奏せず、ボーカルに専念する。
アルバムのリリースに併せたライブは、収録した楽曲のレコーディングに参加したミュージシャンを招聘することが多い。開催地は主に大阪と東京。

## アルバム
1. 『セツナカゲロウ』 
  - 2002年1月28日発売 (SCR−1401、販売元・ユニバーサルミュージック (日本))

  1. かわいた花
  2. ママ
  3. ボクノホシ
  4. 蛾
  5. 愁ひ　
  6. タバコ
  7. 徘徊

  - 編曲：斉藤哲也
2. 『るり式』(1970年代に発表された楽曲のカバー集)  
  - 2002年9月27日発売（CAAZ-0001、販売元・ユニバーサルミュージック (日本))

  1. ぼくが君の思い出になってあげよう（原曲・森田童子）
  2. 傘がない（原曲・井上陽水）
  3. 君と旅行鞄（原曲・はちみつぱい）
  4. カレーライス（原曲・遠藤賢司）
  5. バス通り（原曲・甲斐バンド）
  6. 甲州街道はもう秋なのさ（原曲・RCサクセション）
  7. 南房総国定公園新舞子浜海岸より
  8. 冬のサナトリウム（原曲・あがた森魚）

  - 編曲：斉藤哲也 、ライオン・メリィ
3. 『浪漫ノイローゼ』  
  - 2003年7月2日発売 (SCAZ-1402、販売元・ユニバーサルミュージック (日本))

  1. ガラクタノ町
  2. コトバビョウ
  3. 君ダラケ　
  4. 西荻メリィ
  5. 桃雪
  6. 独〜ドク〜　　
  7. 「或ノ日」ノ月

  - 編曲：斉藤哲也
4. 『キミの中に棲む虫』 
  - 2005年5月25日発売 (SCAZ-1403、販売元・ユニバーサルミュージック (日本))

  1. 茜鳥
  2. 人間迷路
  3. アメイモ
  4. 鉄人ライダー
  5. 今日、僕が溶けた
  6. 金魚
  7. オレンジピエロ

  - 編曲：sine qua non 、ライオン・メリィ、津村亀吉、啼鵬
5. 『朱鷺色セレナーデ』  
  - 2006年12月6日発売 (SCAZ-1404、販売元・ユニバーサルミュージック (日本))

  1. 〜セレナーデ〜
  2. 春香
  3. 虫篭
  4. 碧ちゃん
  5. 虹色ノ森で逢いましょう
  6. 赤毛のポア
  7. 蒼い眼の少女
  8. 愛の宮殿

  - 編曲：ライオン・メリィ、津村亀吉、RYK
6. 『妄想ルーム』 
  - 2008年8月6日発売 (SCAZ-1405、販売元・ユニバーサルミュージック (日本))

  1. カタリ
  2. 妄想ルーム
  3. 穴の開いた右腹
  4. 万華鏡地獄
  5. 近江舞子
  6. 散り行く花
  7. 秘密の花園
  8. オトギサーカス
  9. 氷の犬

  - 編曲：斉藤哲也
7. 『瑠璃ノ小箱+るり式』 (KOBAKO)
  - 2008年発売
  - 『セツナカゲロウ』、『浪漫ノイローゼ』、『るり式』の3枚組セット
8. 『浪漫ノイローゼ』(SCAZ-1402)
  - 2008年12月22日、オリジナルジャケットの色合いを変更し再発
9. 『迷曲喫茶 あかずの間』(初のセルフカバーアルバム。楽曲に続く( )内にオリジナルを収録したアルバム名を記載)
  - 2009年10月7日発売 (SCAZ-1406、販売元・ユニバーサルミュージック (日本))

  1. 青い眼の少女（朱鷺色セレナーデ）
  2. がらくたの町（浪漫ノイローゼ）
  3. 君ダラケ（浪漫ノイローゼ）
  4. 今日僕が溶けた（キミの中に棲む虫）
  5. 氷の犬（妄想ルーム）
  6. コトバビョウ（浪漫ノイローゼ）
  7. タバコ（セツナカゲロウ）
  8. 独—ドク—（浪漫ノイローゼ）
  9. 西荻メリィ（浪漫ノイローゼ）
  10. 人間迷路（キミの中に棲む虫）
  11. 春香（朱鷺色セレナーデ）
  12. ボクノホシ（セツナカゲロウ）
  13. ママ（セツナカゲロウ）
  14. 万華鏡地獄（妄想ルーム）
  15. 虫カゴ（朱鷺色セレナーデ）
  16. 妄想ルーム（妄想ルーム）

- 6枚目にあたるアルバム『妄想ルーム』のリリースに際し作成されたフライヤーには、以下の人物からの推薦文が寄せられた。
  - あがた森魚、緒方恵美、栗原亨、大嶋拓、ほしおさなえ、ことぶき光、真珠子、黒色すみれ、ジョン  (犬)、寒空はだか、金谷ヒデユキ、児嶋都、細川貂々

## 主な演奏会場及び出演歴
- MANDA-LA2（東京、吉祥寺）
  - 2002年12月4日 (水)　ライブ『吉祥寺通り (アナクロ人間) 』出演。共演：金谷ヒデユキ
  - 2005年10月9日 (日) 　ムーンライダーズトリビュートイベント「“THE GREAT EXHIBITION ON THE MOON" 〜 弾き語りの夕べ ＃THE FINAL〜」出演
  - 2008年1月6日（日）黒色すみれと「抒情宴」共同開催。ゲスト：あがた森魚、ライオン・メリィ、松永孝義。パフォーマンス：コッペリア（踊り子）
  - 2008年7月3日（木）黒色すみれと「抒情宴〜第二幕〜」共同開催。共演：ライオン・メリィ
  - 2008年12月24日 (水) 黒色すみれと「抒情宴〜第三幕〜」〜ジョン (犬) と過ごすクリスマス〜共同開催。：共演：ライオン・メリィ。スペシャルゲスト：ジョン (犬)
  - 2009年3月22日 (日) 「さくら荘Vol.1春爛漫音楽会」に出演。共演：金谷ヒデユキ＆JAF、寒空はだか、桜井明弘
  - 2009年8月28日 (金)「ピンク元年/桜井明弘SPECIAL LIVE2009」に出演。共演：桜井明弘 & THE SAFETY BOYS、寒空はだか、泉邦宏、池島ゆたか、大場一魅
  - 2009年10月11日（日）黒色すみれと「抒情宴〜第四幕〜」共同開催。共演：ライオン・メリィ。ゲスト：歌姫楽団
  - 2010年1月2日（土）『お正月御殿☆虎の間』開催。共演：桜井明弘、寒空はだか、ミック宮川＆東京ムーンシャイナー、ライオン・メリィ、間宮工
  - 2010年4月25日 (日) 「さくら荘Vol.2春爛漫音楽会」に出演、助演：大竹研(ギター)。共演：金谷ヒデユキ＆JAF、寒空はだか、桜井明弘
  - 2010年10月24日 (日) 「さくら荘Vol.3 秋の学園祭スペシャル!!」に出演。共演：金谷ヒデユキ＆JAF、寒空はだか、桜井明弘。ステージの半ばに、音楽活動無期限休止を宣言する

- STAR PINE'S CAFE（東京、吉祥寺）
  - 2003年6月26日 (木) 「Love at the Swimming Hole」に出演。共演：棗-なつめ-、AMADORI、玉貴。DJ：materia-rhythm
  - 2007年2月1日 (木) ワンマンライブ「朱鷺色小劇場」開催。助演：ライオン・メリィ（キーボード）、津村亀吉（ギター）、松永孝義（ベース）、啼鵬（バイオリン）
  - 2008年11月21日 (金) ワンマンライブ「オトギサーカス」開催。助演：ライオン・メリィ 、松永孝義 、光永厳 、啼鵬
  - 2010年2月26日 (金) ワンマンライブ「るり2010東京単独ライブ」開催。助演：ライオン・メリィ、松永孝義、光永厳、啼鵬。ゲスト：青い月と赤い薔薇（青月泰山＆黒色すみれ さち）

- 新宿ロフト（東京、新宿）
  - 2007年12月27日 (木) 「ライカ犬が宇宙へ逝って50年の追悼ライブ」に出演。共演：ウッチャンタ (梅津和時、張紅陽、多田葉子) 、ライオン・メリィ＆ウルトラバンバータ (長見順、横川理彦、イトケン)

- Shibuya O-WEST(東京、渋谷)
  - 2008年8月16日(土)「架空楽団 結成30周年記念東京公演」 に、あがた森魚、ムーンライダーズのメンバーである、鈴木慶一、武川雅寛、かしぶち哲郎、白井良明、岡田徹、および、サエキけんぞう、鈴木茂、青山陽一、田村玄一、ライオン・メリィ、等と共にゲスト出演し、あがた森魚のアルバム『噫無情』に収録の楽曲「最后のダンスステップ」を歌う。

- 千日前トリイホール（大阪、難波）
  - 2005年11月22日 (火) ワンマンライブ「幻影の館」開催。助演：ライオン・メリィ 、津村亀吉  、啼鵬、うずまきまさお (映写技師)
  - 2007年1月26日 (金) ワンマンライブ「朱鷺色小劇場」開催。助演：ライオン・メリィ、津村亀吉、松永孝義、啼鵬
  - 2008年11月13日 (木) ワンマンライブ「オトギサーカス」開催。助演：ライオン・メリィ 、松永孝義 、光永厳、minna (バイオリン)
  - 2010年2月19日 (金) ワンマンライブ「るり2010大阪単独ライブ」開催。助演：ライオン・メリィ、松永孝義、光永厳、Daichiç(バイオリン)

- 井の頭自然文化園（東京都武蔵野市）
  - 2010年5月16日（日）開園68周年を祝うイベント「ライブ・イン・ワンダー・ズー」に出演、園内の童心居にて野口雨情作の童謡を歌う。助演：太田公一（コルベッツ）。他イベント出演者：くものすカルテット、泊。

- 道ばたカフェー　あかずの間（東京都新宿区）
  - 2010年6月18日（金）「あがた森魚音樂会」にてあがた森魚と共演。

- 伊豆新天城ドーム
  - 2010年7月25日（日）「FolkSong Festival2010in伊豆」に出演。他の主な出演者は、茶木みやこ、猫 (フォークグループ)、斉藤哲夫 with さがみ湘、加川良、遠藤賢司、六文銭 (音楽ユニット)'09、高石ともや。

## 弾き語りツアー
2008年8月2日の神奈川県小田原市を起点とし、10月18日の静岡県伊豆市に至るまで、小型乗用車を単独運転し、飼い犬のモモたんと共に、北海道、沖縄県以外のほとんど全国の府県を回る弾き語りツアー「るり弾き語り全国行脚2008」を敢行、41か所にて弾き語りライブを行った。
弾き語りライブはワンマン形式と対バン形式とで行われ、多くは対バン形式への参加にて、持ち時間およそ30分のステージで5から6曲を歌った。また、ワンマン形式は、Grasshopper（岩手県滝沢村）、煉瓦倉庫スプルース（愛媛県新居浜市）、とんがりボウシ（佐賀県伊万里市）、かみひこうき（熊本市）、ABBEYROAD（和歌山市）、Cafe de Schiele（静岡県伊豆市）にて行われ十数曲を歌った。
2009年には「あかずの間」リリースに合わせ、10月24日の岩手県滝沢村を起点とし、12月25日の静岡県伊豆市に至るまで、2008年と同様に、飼い犬のモモたん（マネジャーとして格付け）と共に、全国を回る弾き語りツアー「るり弾き語り全国行脚2009」を敢行、25か所にて弾き語りライブを行う。多くは対バン形式への参加となったが、Jazz Flash（新潟市）、劇場☆歌小屋の２階（高知市）、BEATLES（高松市）のステージはワンマン形式で行われた。

## その他
- 飼い犬はビーグル種、マッ君（2000年1月27日生まれ・牡）、モモたん（2007年10月生まれ・牝）。
- 2009年2月4日 (水) より、インターネットラジオにてミック宮川とともに「るりとミック宮川のシュール耳」[3]の放送を開始。毎月、隔週にあたる第1水曜日、第3水曜日に更新。第1回、第2回の放送時間は十数分であったが、第3回放送の3月3日より放送時間が30分以上に拡大された。るりはミック宮川により「おっとりフォーク歌手」と称される。5月20日の第8回放送では、初ゲストとして、中津川昴が登場し鼎談となり放送時間は40分に及んだ。また第12回以降は、ミック宮川、るりの友人をゲストに迎えての放送が常態となる。
  - 7月22日放送 第12回ゲスト「ライオン・メリィ(ミュージシャン)」
  - 8月5日放送 第13回ゲスト「池島ゆたか(映画監督)」
  - 8月19日放送 第14回ゲスト「池島ゆたか、大場一魅(シンガー)、桜井明弘(ミュージシャン)」
  - 9月1日放送 第15回ゲスト「冴島奈緒(AV女優)」
  - 9月16日放送 第16回ゲスト「冴島奈緒」
  - 10月7日放送 第17回ゲスト「さち(黒色すみれメンバー・歌手)」
  - 11月4日放送 第19回ゲスト「寒空はだか」
  - 11月18日放送 第20回ゲスト「寒空はだか」
  - 12月2日放送 第21回ゲスト「大場一魅、原田なつみ」
  - 12月16日放送 第22回ゲスト「大場一魅、原田なつみ」
  - 2010年3月17日放送 第28回ゲスト「中津川昴」
  - 4月7日放送 第29回ゲスト「片嶋一貴(映画監督、プロデューサー)」
  - 4月21日放送 第30回ゲスト「片嶋一貴」
  - 5月5日放送 第31回ゲスト「倖田李梨(AV女優)、木の実葉(AV女優)、桜井明弘」
  - 5月19日放送 第32回ゲスト「倖田李梨(AV女優)、木の実葉(AV女優)、桜井明弘」
  - 6月16日放送 第34回ゲスト「甲斐大櫻、日野あかり(声優)」
  - 7月7日放送 第35回ゲスト「切通理作(評論家、脚本家)、小滝かれん(女優)」
  - 7月21日放送 第36回ゲスト「切通理作、小滝かれん」
  - 8月4日放送 第37回ゲスト「池島ゆたか(映画監督)」
  - 8月18日放送 第38回ゲスト「池島ゆたか」
  - 9月15日放送 第40回ゲスト「若林美保(ストリッパー、モデル、女優、ダンサー)」
  - 10月6日放送 第41回ゲスト「千葉山貴公(演歌歌手)」
  - 10月20日放送 第42回ゲスト「あがた森魚」
  - 11月3日放送 第43回ゲスト「おすましナカジ、お喋りヨッシー」